# 樛后
樛（前2世纪—前112年），西汉邯郸人，樛姓，南越国第三代君主赵婴齐的王后，第四代君主赵兴的生母。
赵婴齐在长安时（前135年-前122年），见樛氏生得凤眼蛾眉，十分美艳，便娶了樛氏，生下一子赵兴。前122年赵婴齐继位，上书汉朝请立樛氏为王后，赵兴为储君。前115年，赵婴齐病逝，赵兴继承王位，樛氏为太后。
樛太后嫁给赵婴齐之前，曾与霸陵人安国少季私通。赵婴齐去世后，元鼎四年，汉朝派遣安国少季到南越召南越王赵兴和樛太后入朝，等同于内诸侯。安国少季到南越后，又与樛太后私通。南越国人常听说这件事，因此大多不服从樛太后。
前112年，丞相吕嘉杀死赵兴和樛太后，最终导致南越国被汉朝所灭。